# Гранітизація
Гранітизація (рос. гранитизация, англ. granitization, нім. Granitisierung f, Granitisation f) — сукупність процесів перетворення різних твердих гірських порід на породи, близькі або тотожні за складом і структурою з гранітом. Розвиваються у глибинних зонах земної кори.
Основна особливість процесу гранітизації — привнесення SiO2, Na, K, Н2O і винесення Mg, Fe, Са та інших компонентів.
Гранітизація інтенсивніше усього виявлена в глибинних ерозійних рівнях геосинклінальних поясів — переважно в умовах амфіболітової і ґранулітової фацій метаморфізму. Гранітизація в докембрії мала регіональний характер, в більш молодих формаціях — локальний.
В Україні гранітизація пов'язана з докембрійськими товщами.